# Cooperatori amigoniani
I Cooperatori amigoniani (in spagnolo Cooperadores Amigonianos, sigla CC.AA.) sono un'associazione internazionale di fedeli di diritto pontificio.

## Storia
L'associazione sorse a opera dei Religiosi terziari cappuccini di Nostra Signora Addolorata che già nel 1937 iniziarono a riunire i laici che, attratti dal carisma del vescovo cappuccino Luis Amigó Ferrer, collaboravano con le loro opere.
Il Pontificio consiglio per i laici riconobbe i cooperatori amigoniani come associazione internazionale di fedeli di diritto pontificio l'8 dicembre 1992.

## Attività e diffusione
I membri sono impegnati nella cura e nella riabilitazioni di giovani e adolescenti con problemi legali o in situazione di miseria materiale e spirituale; sono organizzati in gruppi locali e la loro azione è coordinata da un delegato generale nominato dal superiore generale degli amigoniani.
L'associazione è presente in 20 nazioni.
La sede centrale dell'associazione è in via Blumenstihl a Roma.